# Gravediggaz
Gravediggaz je američka hip-hop grupa iz Njujorka, poznata po svom mračnom smislu za humor i grubom, opasnom zvuku. Grupa je bila formirana 1994. kao supergrupa, koja je spojila Princa Pavla (Prince Paul) -- Undertaker, Frukvana (Frukwan) -- The Gatekeeper, Antonija Jan Berklija(Anthony Ian Berkeley) -- The Grym Reaper i Rzu (RZA) -- The Rzarector. Ova grupa se smatra jednim od pionirskih pokušaja promovisanja hip-hop podžanra hororkora (horrorcore).

## Značenje imena grupe
Kako je Frukvan u jednom intervjuu rekao—ime grupe znači kopanje grobova umno umrlih i označavalo je uskrsnuće umno umrlih iz stanja neobazrivosti i ignorantnosti

## Biografija
Kada RZA govori o početku, on spominje:
"Kada je došlo vreme za Gravediggaz-e, Princ Pavle je razmišljao o stvaranju grupe. Želeo je da ima dobre em-sijeve. Poetic je bio još jedan odličan em-si sa Long Ajlenda koji nije uspevao da se probije. Izdao je jedan singl za Tommy Boy koji nije najbolje prošao, ali je bio odličan em-si. Kao Grym Reaper, znate koliko je dobrih rima izbacio. Frukvan, jedan od najboljih liričara Stetsasonika. On i Pavle su bili prijatelji. On mu je rekao za mene. Rekao je:Znam jednog lika koji je fantastičan.

U isto vreme, pokušavao sam da radim sa Wu-Tang-om. Pokušavao sam da započnem sopstvenu kompaniju, pa kad me je Pavle zvao i pozvao na gajbu na Long Ajlendu i ispričao mi svoju ideju o formiranju grupe, pomislio sam da bi bila čast učestvovati u projektu sa njim. Ali sam mu rekao, Ja isto produciram grupu, i deo sam porodice koju gradim. On mi je rekao:Brate, to je ludilo. Razgovarali bismo puno puta. ODB je dolazio više puta sa mnom. Meth, takođe. Svi bismo otišli tamo i pokušavali da nađemo način da odemo na ulicu. Ja sam pokušavao da izađem iz geta. Pavle me je puno poštovao, pa mi je pomogao da pobegnem. Mislim da mu se svidelo to što sam toliko mračan, ali ja nisam znao da sam mračan.
Prvi album grupe Gravediggaz je dobio prvenstveno ime Niggamortis. Ovako provokativan naslov nije prošao, tako da je ime albuma promenjeno u 6 Feet Deep za američko tržište, dok je za evropsko tržište prvenstveni naziv zadržan i uključena je i bonus-pesma Pass the Shovel. 6 Feet Deep je izdat 9. avgusta 1994, i izašao je kao mešavina crnog humora, nasilja kao u crtanim filmovima, koje podseća na teksašku grupu Geto Boys, ezoteričnih referenci koje podsećaju na pokret Nacija bogova i zemlje (Nation of Gods and Earths), i najmračnije produkcije u Pavlovljevom opusu. Sva četiri člana su prihvatila svoje Gravedigga alter egoe; RZA je postao Rzarector, Poetic je postao Grym Reaper, Princ Pavle je postao Undertaker, a Frukvan je postao Gatekeeper. Tri člana grupe koji repuju(bez Princa Pavla) su izdala zajednički EP koji su nazvali The Hell EP sa engleskim trip-hop autorom Trikijem 1995.
Drugi album Gravediggaz-a The Pick, The Sickle and the Shovel je bio manje humorističan i više se bavio socijalnim i političkim pitanjima nego 6 Feet Deep, i koristio je staloženiju i konvencionalniju produkciju. Princ Pavle je igrao manju ulogu u stvaranju ovog albuma, a RZA je preuzeo skoro čitavu produkciju sa svojim saradnicima iz Wu-Tanga(uključujući i True Master-a i 4th Disciple-a).
1998. je izašao piratski album Gravediggaz pod nazivom Scenes From The Graveyard. Na albumu se nalazilo 7 neizdatih pesama plus par remiksa sa prva dva albuma.
Gravediggaz su regrutovali DJ Diamond J-a oko 2000. Poetic je umro od raka debelog creva u julu 2001. Album Nightmare in A-minor, treći zvanični album Gravediggaz, je izdat samostalno 2001 i na njemu su se pojavila samo dva člana grupe koji su učestvovali od početka, Poetic i Frukwan. Ovaj album je bilo njihovo najmračnije izdanje do tad, uključujući i reference na Poetic-ovu borbu sa rakom debelog creva i sa fokusom na apokaliptične teme učenja pokreta Five Percent Nation. RZA nije učestvovao u produkciji ovog albuma, ali neki od saradnika Wu-Tanga, kao što su 4th Disciple, True Master i Berreta 9 su učestvovali. Album je produciran najviše od strane Poetic-a i Frukwan-a. Album u blago izmenjenom izdanju(bez pesme Better Wake Up) je izašao 2002. i postigao je veliki uspeh.
2003. Frukwan je izdao svoj debi solo album Life. Četvrti Gravediggaz album 6 Feet Under je izašao 2004 i na njemu su se našle pesme sa Nightmare in A-minor i Life.

## Diskografija

### Albumi
| Godina | Album                               | Pozicija na top-listama | Pozicija na top-listama | Prodaja u SAD |
| Godina | Album                               | Billboard 200           | Top R&B/Hip Hop Albums  | Prodaja u SAD |
| ------ | ----------------------------------- | ----------------------- | ----------------------- | ------------- |
| 1994   | 6 Feet Deep                         | 36                      | 6                       | 638,916       |
| 1997   | The Pick, the Sickle and the Shovel | 20                      | 7                       | 515,840       |
| 2002   | Nightmare in A-Minor                |                         | 38                      | 164,966       |
| 2004   | 6 Feet Under                        |                         |                         | 33,967        |

### Singlovi / EP-jevi
- 1994 "Diary Of A Madman"
- 1994 "Nowhere To Run, Nowhere To Hide"
- 1994 "1-800 Suicide" (Also included on the soundtrack to Tales from the Crypt: Demon Knight)
- 1995 "Six Feet Deep EP"
- 1995 "Double Suicide Pack"
- 1995 "Mommy, What's A Gravedigga?"
- 1995 "The Hell E.P." (Tricky vs The Gravediggaz)
- 1997 "Unexplained"
- 1997 "The Night The Earth Cried"
- 1997 "Dangerous Mindz"
- 2001 "Rest in Da East / Nightmare in A Minor"

## Spoljašnje veze
- Gravediggaz fansite
- Gravediggaz at discogs
- Frukwan website